# Jo Eun-sook
Jo Eun-sook (nascida em 7 de agosto de 1973) é uma atriz sul-coreana.

## Prêmios e indicações
| Ano  | Prêmio                             | Categoria                                     | Obra indicada                              | Resultado |
| ---- | ---------------------------------- | --------------------------------------------- | ------------------------------------------ | --------- |
| 1996 | 17º Blue Dragon Film Awards        | Melhor atriz coadjuvante                      | The Day a Pig Fell into the Well           | Venceu    |
| 1997 | 20º Prêmio de ouro cinematográfico | Melhor atriz coadjuvante                      | The Day a Pig Fell into the Well           | Venceu    |
| 2007 | KBS Drama Awards                   | Melhor atriz coadjuvante                      | Hometown Over the Hill, The Innocent Woman | Indicado  |
| 2008 | KBS Drama Awards                   | Best Actress in a One-Act/Special/Short Drama | Child, Let's Go to Cheong Mountain         | Indicado  |